# Palacete das Artes
O Palacete do Comendador Bernardo Martins Catharino, também chamado de Palacete das Artes ou Palacete Catharino, é um casarão histórico localizado na Rua da Graça, na cidade de Salvador (Bahia). Desde 29 de setembro de 2023, abriga o Museu de Arte Contemporânea da Bahia.

## Histórico
A residência foi construída em 1912 para o comendador Bernardo Martins Catharino, foi projetada pelo arquiteto Rossi Baptista e decorado por Oreste Sercelli. Apresentado arquitetura eclética, o casarão exprime a riqueza da burguesia baiana durante o início do século XX, sendo muito influenciada pelos movimentos artistícos que ocorriam na Europa nessa época.
Tendo sido tombado em 9 de junho de 1986 pelo IPAC, abrigou a Secretaria Estadual da Educação e Cultura e os Conselhos Estaduais de Educação e de Cultura até 2003, quando passou a sediar o Museu Rodin Bahia.
Em 29 de setembro de 2023, após reformas, o palacete passou a abrigar o Museu de Arte Contemporânea da Bahia.

## Arquitetura
Com uma arquitetura eclética com traços franceses, o Palacete das Artes apresenta semelhanças com o Hotel Biron, local que atualmente abriga o Museu Rodin Paris. O casarão foi restaurado pelo Museu Rodin Bahia, que também construiu um anexo à casa com o objetivo de criar um espaço para exposições temporárias. O novo salão projetado pelos arquitetos Marcelo Ferraz e Francisco Fanucci foi chamado de Sala Contemporânea e recebeu em 2006, o primeiro lugar da Bienal de Arquitetura da Venezuela e o segundo lugar na Bienal de Arquitetura Argentina. Também foram incorporadas aos jardins, quatro estátuas feitas pelo escultor Auguste Rodin, adquiridas junto ao Museu Rodin Paris.